# Лазарет на острові Маноель
Лазарет на острові Маноель (мальт. Lazzarett) — колишній карантинний заклад та лікарня на острові Маноель в Гзіра, Мальта. Являє собою комплекс різних будівель, що датуються XVII—XIX століттями. Більшість структур все ще існують, хоча вони перебувають у поганому стані через збитки, отримані під час Другої світової війни.

## Історія
З 1526 р. Лазарет на острові Маноель почав використовуватись для карантинних цілей. Під час епідемії чуми 1592–93 на острові посеред гавані було побудовано тимчасовий лазарет. У цьому місці також були побудовані деякі склади, але вони були знесені наприкінці XVIII століття.
У 1643 році майстер Ордена Св. Іоанна Джованні Паоло Ласкаріс вирішив побудувати постійний лазарет через побоювання епідемії. Орден придбав острів у Церкви, обмінявши його з деяким майном. Лазарет, побудований Ласкарісом, складався з однієї будівлі, але другий блок був побудований і розширений майстрами Ніколасом Котонером у 1670 р., Грегоріо Карафою в 1683 р., Рамоном Переллосом у Рокафу в 1701 та António Manoel de Vilhena приблизно в 1726 р. У 1797 році майстер Еммануель де Роан-Полдук побудував новий квартал і деякі склади.
Лазарет також використовувався як лікарня, і мав велику користь під час епідемії чуми 1813—1814 р., епідемії холери 1865 року та епідемії чуми 1937 року. Служив військовим госпіталем для британських, французьких та італійських солдатів під час Кримської війни. Кілька помітних постатей були в Лазареті протягом усієї його історії, серед яких лорд Байрон, Вальтер Скотт та інші.
Частина Лазарету відома як Управління Профумо, використовувалася для фумігації вхідної пошти. Дезінфікована пошта була позначена червоними восковими печатками приблизно з 1816 по 1844 рр.
Лазарет залишався у використанні органами охорони здоров'я до 1939 року, коли [Адміралтейство] вимагало використання у військових цілях під час Другої світової війни. У період з 1941 по 1942 рік його використовували як підводне депо, а будівлі кілька разів бомбили італійськими чи німецькими літаками. Багато будівель було зруйновано цим повітряним обстрілом, а деякі інші споруди довелося знести через пошкодження, які вони зазнали.
Лазарет знову відкрився як лікарня в 1949 році і залишався таким до від'їзду Королівського флоту з Мальти в 1970-х. Згодом він був покинутий і впав у непридатність.
З моменту закриття частина лазарету використовувалася як притулок для покинутих собак.

### Сучасний стан
Сьогодні лазарет перебуває у занедбаному стані, будівлі занепали, тоді як іншим загрожує крах.
Лазарет планує відновити компанія-розробник MIDI plc, яка відновила неподалік Форт Маноел та Форт-Тінье. Планована реставрація передбачала б обробку старовинної кам'яної кладки та реконструкцію зруйнованих споруд. Після реставрації комплекс має бути перетворений на резиденції, офіси, ресторани, казино та бутиковий готель. Також планується підземна автостоянка.

## Опис

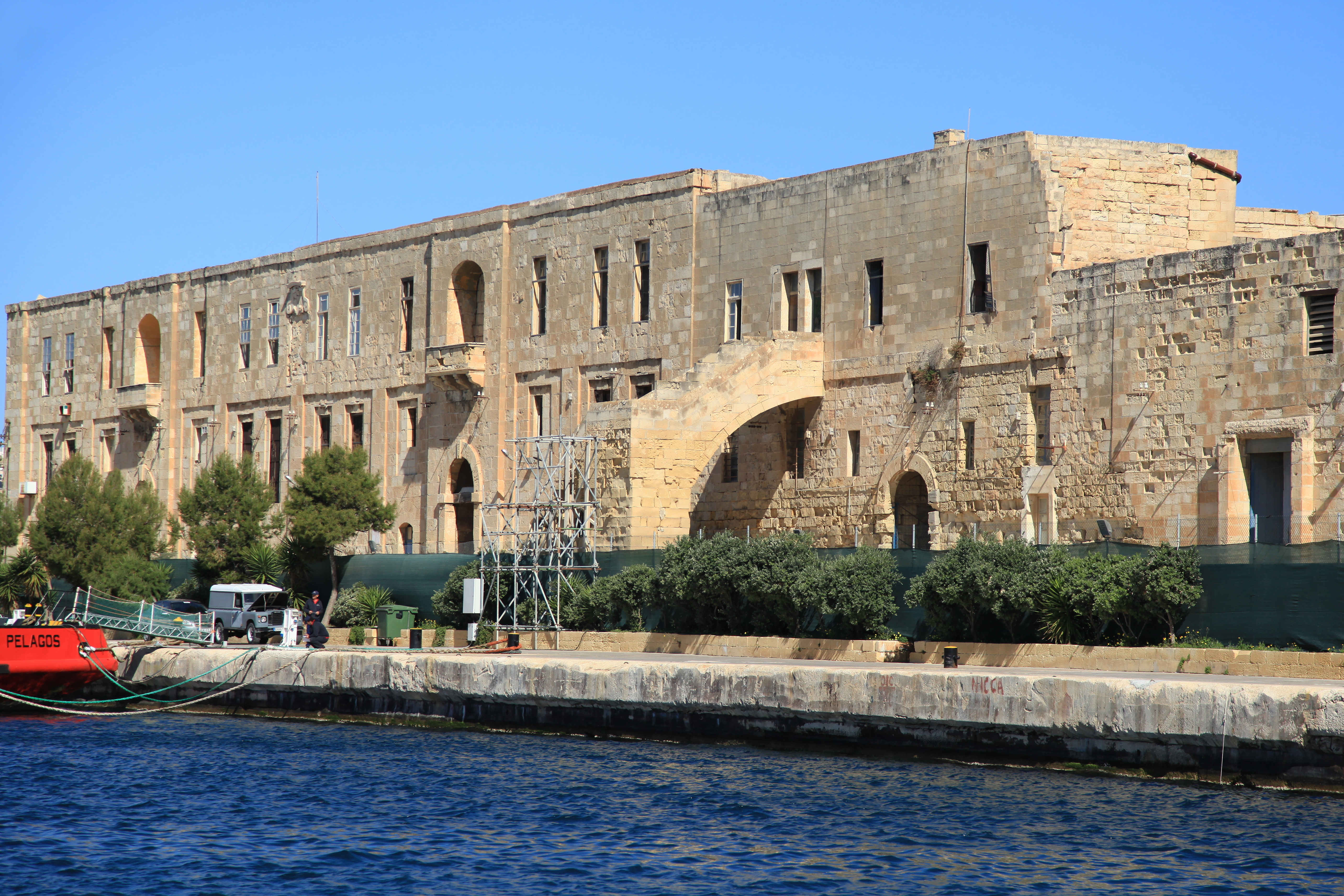
Old Palace

Лазарет складається з комплексу будівель, що датуються XVII-XIX століттями. Нічого не залишилося від первісної тимчасової споруди XVI століття, а найдавніша старовинна споруда всередині комплексу — будівля, побудована в 1643 році під час магістратури Великого майстра Ласкаріса. Ця структура, яка відома як «Старий палац», «Великий палац» або просто «Палац», має дві історії і складається з восьми залів, збудованих навколо центрального двору. На фасаді будівля мала герби, але вони були спотворені під час французької окупації Мальти. У будівлі також є два написи: один без дат, а другий — 1787 р. А третій напис 1797 р. був видалений наприкінці 1960-х. Копія мармурового напису 1814 р. закріплена на західному фасаді будівлі. Оригінальний напис був нанесений на шибеницю перед Фортом Маноел, і він зараз зберігається у Валлетті.
Комплекс також містить будівлю, відому як Новий палац, яка була побудована поетапно між 1670-х та на початку 18 століття. Цей блок складається зі складів, побудованих навколо двох внутрішніх двориків, а фасад, звернений до моря, містить низку високих арок. Найбільш східний склад був знесений після його бомбування у Другій світовій війні. У 18 столітті біля Старого палацу був побудований будинок для ізоляції пацієнтів, які страждають від чуми. Поруч також було побудовано ряд сараїв для карантинних тварин. Будинок був знесений, щоб замінити станцію дезінфекції.
Комплекс був оточений високою стіною, щоб не допустити втечі людей. Шість кладовищ було розміщено в цьому районі, але сьогодні існує лише одне.
Там можна знайти низку історичних графіті, найдавніший — з 1681 р. та останній — 1947 р.